# 橘川丈仁郎
橘川 丈仁郎（きっかわ たけじろう、1964年9月18日 - ）は、東京都出身の俳優。優企画所属。

## 人物
リー・ストラスバーグ演劇学校、ヒドゥン・シアター劇団出身。
身長171cm。体重62kg。血液型A型。
趣味はマラソン。特技は英会話（英検2級）、クラシック・ギター、水泳、サッカー、スクーバ。

## 出演作品

### テレビドラマ
NHK
- 金曜時代劇
  - とおりゃんせ〜深川人情澪通り（1995年）
  - スキッと一心太助 第14話（1999年）
- 連続テレビ小説 / すずらん（1999年）

日本テレビ
- 金田一少年の事件簿（1995年）
- 土曜グランド劇場→土曜ドラマ
  - D×D 第2話（1997年）
  - LOVE&PEACE（1998年）
  - 君といた未来のために 〜I'll be back〜 第8話（1999年）

TBS
- 友達の恋人（1997年）
- 天国に一番近い男（1999年）
- ウルトラマンガイア 第24話（1999年） - KCBアナウンサー

フジテレビ
- 天国に一番近い病院（1993年）
- 幸福の予感（1996年） - 林
- ナースのお仕事（1997年）
- 水曜劇場 / TEAM（1999年）
- 冬の輪舞 第62話（2005年）
- 世にも奇妙な物語 春の特別編 「雰差値教育」（2007年） - 雰差値委員
- 非婚同盟（2009年）

テレビ朝日
- 火曜ドラマリーグ / お姉さんの朝帰り（1994年）
- 木曜ドラマ / 七人の女弁護士

テレビ東京
- 水曜ミステリー9 / 小杉健治サスペンス「偽証法廷」（2012年）

NHK-BS2
- 日だまり刑事 容疑者リオの涙（1997年）
- 衛星ドラマ劇場 / ゲームの達人（2000年）

### テレビ番組
- レッツ!ファミリーボウリング（NHK教育テレビジョン）
- 大病院バラエティー（フジテレビ）

### 映画
- 世にも奇妙な物語 映画の特別編（2000年、東宝）

### 舞台
- デッドエンドキッズ（1994年）
- ずっと一緒に（1995年）
- マイ・ラスト・シナリオ
- 宮城野
- ザ・カーニバル
- ザ・インシデント
- レッスン
- ビギナーズ・ラック
- 裸足で散歩
- リリオム
- おみなえし
- シアタースポーツ

### CM
- キリン・ラガービール（1998年）
- 高橋酒造 純米焼酎白岳しろ（2003年）
- ソニー・コンピュータエンタテインメント PlayStation 2「みんなのGOLF 4」（2003年）
- 穴吹工務店
- 三菱電機 霧ヶ峰
- セガ
- 花王
- バンダイ ウルトラマン
- NTT西日本
- ビー・エム・エル

### イベント
- サンクス

### ドキュメンタリー
- ジャスト・ホップ・アップ